# USP37
유비퀴틴 특이적 프로세싱 단백질 분해 효소 37(Ubiquitin specific processing protease 37)은 인간에서 USP37 유전자에 의해 암호화되는 효소이다.